# مباريات الجوع: أغان من المقاطعة الثانية عشرة وما بعدها
مباريات الجوع: أغان من المقاطعة الثانية عشرة وما بعدها (بالإنجليزية: The Hunger Games: Songs from District 12 and Beyond)‏؛ هو الألبوم الموسيقي الرسمي المُصاحب لفيلم مباريات الجوع، صدر في 16 مارس 2012 بمدة 58 دقيقة وعشرة ثوان، وتضمّن 16 أغنية، من بينها أغنيتي «سيف أند ساوند» و «آيز أوبن» للفنانة الأمريكية تايلور سويفت.